# Abraham
|  | Per a altres significats, vegeu «Abraham (desambiguació)». |

Abraham és el patriarca del judaisme, reconegut pel cristianisme i un profeta molt important de l'islam. La història de la seva vida és relatada al llibre del Gènesi i a l'Alcorà, però no hi ha cap prova històrica de la seva existència. Les dates tradicionals de la seva biografia se situen entre el 2166 aC i el 1991 aC. Segons la tradició jueva, va néixer l'any 1948 de la Creació, o sia l'any 1812 aC.
El seu nom original era Abram (hebreu: אַבְרָם, Avram‎), i era descendent del fill de Noè, Sem. Tot i que la seva dona era estèril, Déu va prometre-li que de la seva descendència faria una gran nació, raó per la qual va canviar el seu nom per «Abraham», que significa 'pare de multituds'. El truncat sacrifici d'Isaac és una de les escenes més representades de la seva vida en les arts, que esdevé un dels passatges bíblics més coneguts.
El Gènesi, el llibre de l'Antic Testament que registra la vida d'Abraham, presenta el seu paper com un individu que ha de complir un pacte monoteista establert entre ell i Déu (Jehovà o Jahvè). L'Alcorà presenta històries sobre Abraham i els seus descendents que són similars a les que hi ha a la Bíblia. De fet, sovint es denominen "religions abrahàmiques" a les tres religions del llibre: judaisme, cristianisme i islam.

## El nom
Abraham apareix citat per primera vegada en el llibre del Gènesi amb el nom d'Abram fins que Jahvè li canvia el nom i l'anomena Abraham. El relat indica que Abraham significa 'pare de multituds' (en hebreu: goyim ab-Hamon). Tanmateix, els especialistes no accepten la definició de la narració sobre l'etimologia d'Abraham, ja que, tot i que ab- significa ‘pare’, -hamon no és el segon element i -raham no és una paraula hebrea; la paraula en hebreu per a ‘multitud’ és rabim. Johann Friedrich Karl Keil suggereix que en hebreu hauria existit la paraula raham (רָהָם) amb el significat de «multitud», en analogia amb el ruhâm àrab que té aquest significat, però no hi cap prova que doni suport a la seva proposta Una altra possibilitat és que el primer element ha de ser abr-, que significa ‘cap’, però això demanda un segon element poc clar, -aham. David Rohl suggereix que el nom prové de la llengua accàdia i significa ‘el pare que estima’, però els especialistes creuen que cal cercar un origen que es fonamenti en la llengua hebrea.

## Història

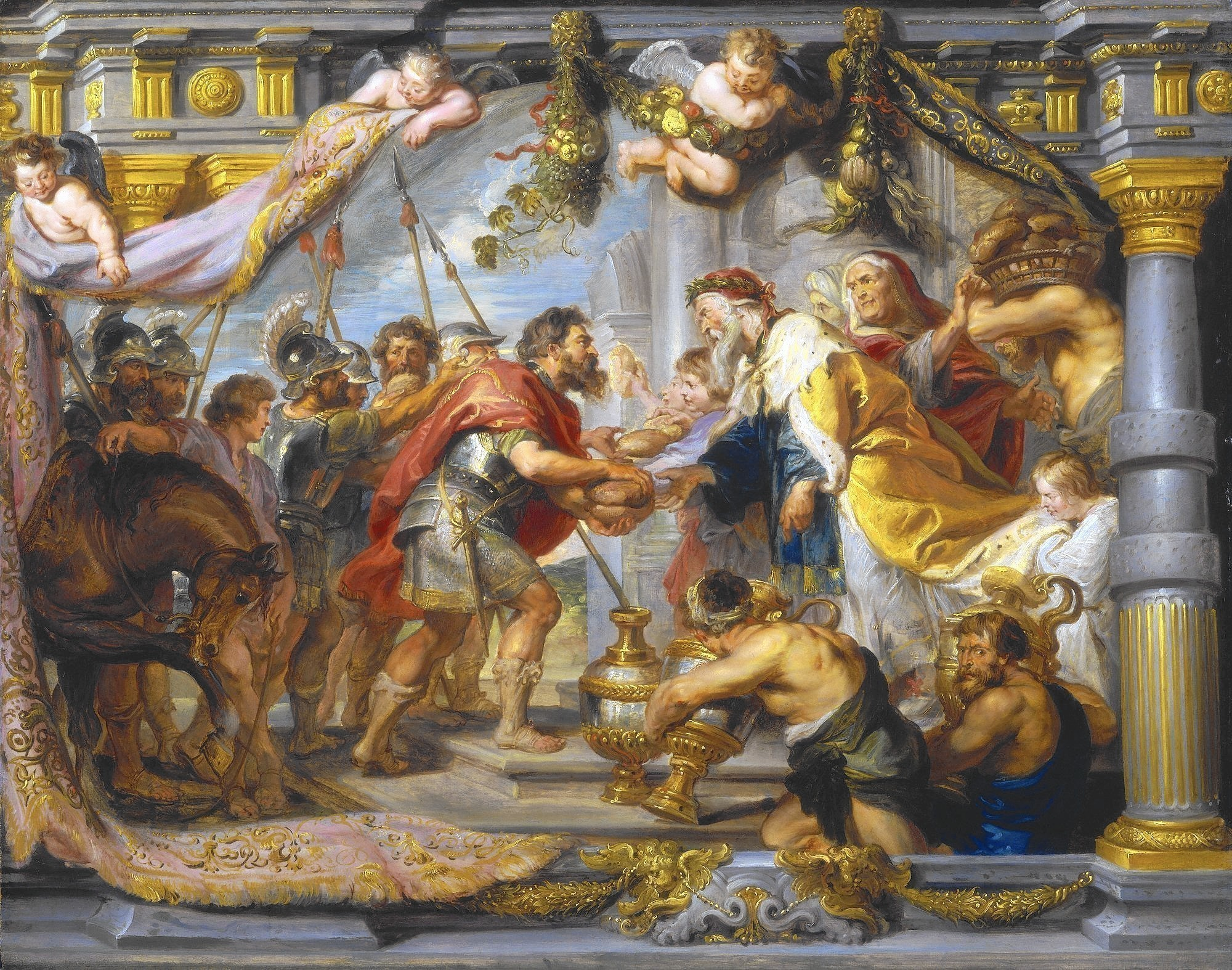
Abraham i Melquisedec, per P. P. Rubens, 1625 (Washington DC, National Gallery of Art)

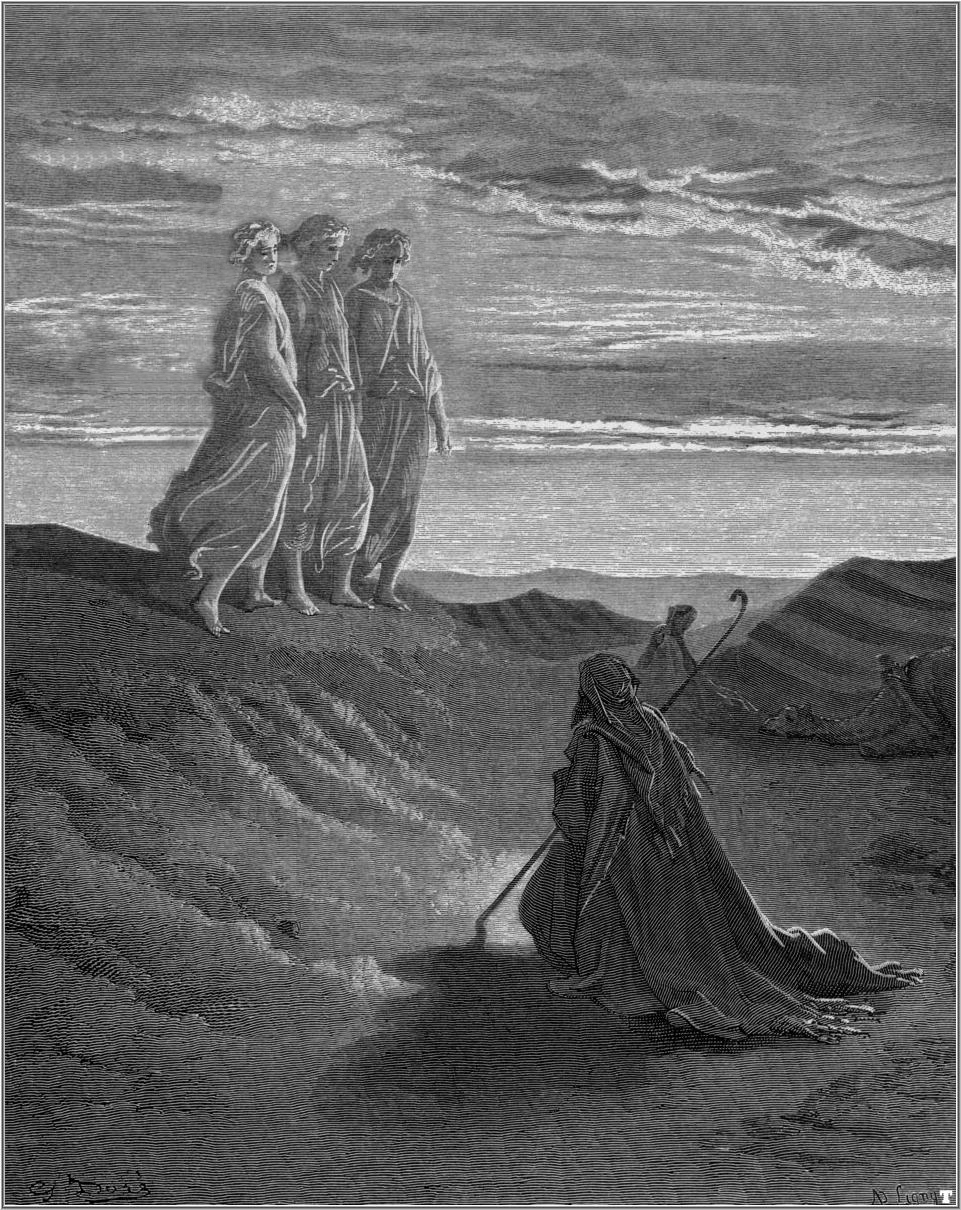
Abraham a les Alzines de Mambré, segons Gustave Doré

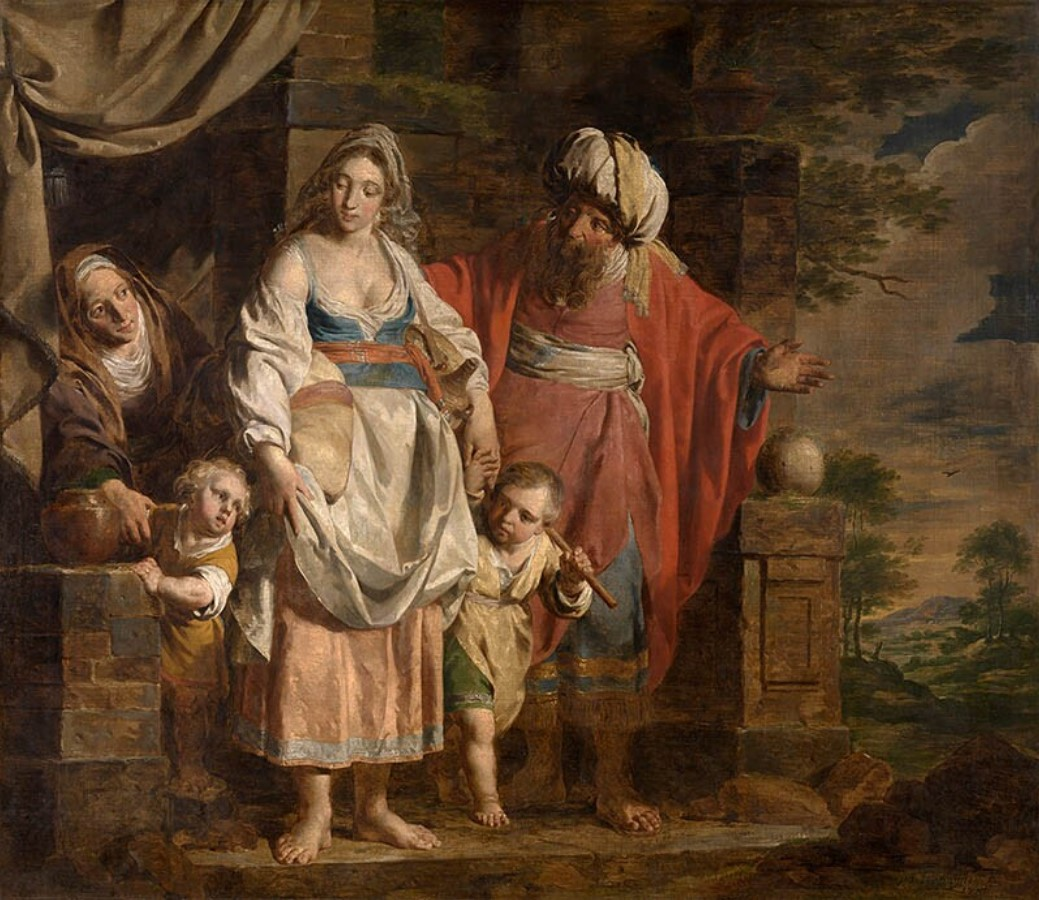
Abraham expulsa Agar i Ismael, per Pieter Jozef Verhaghen, 1781 (Anvers, Museum voor Schone Kunsten)

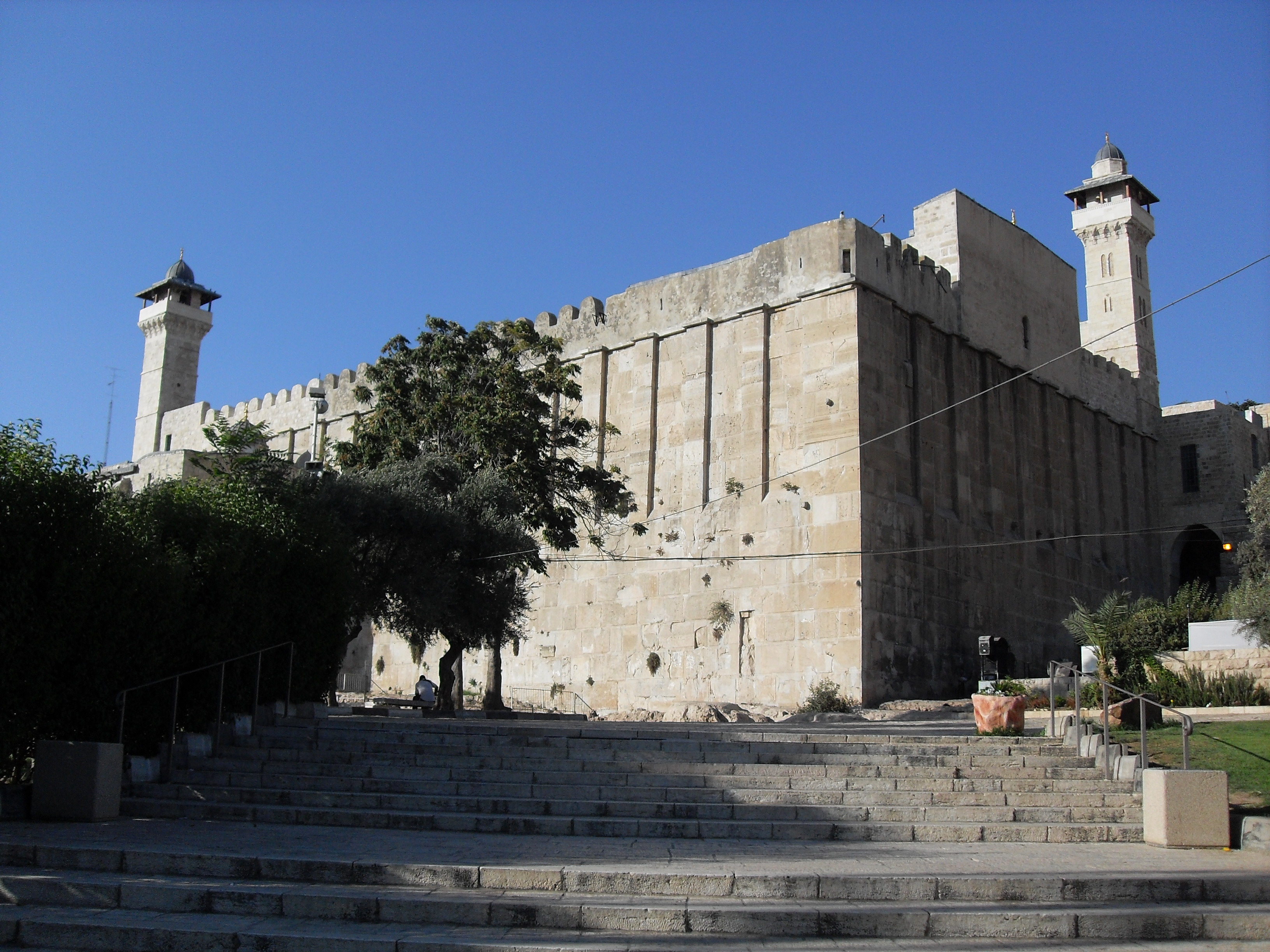
Tomba dels Patriarques a Hebron

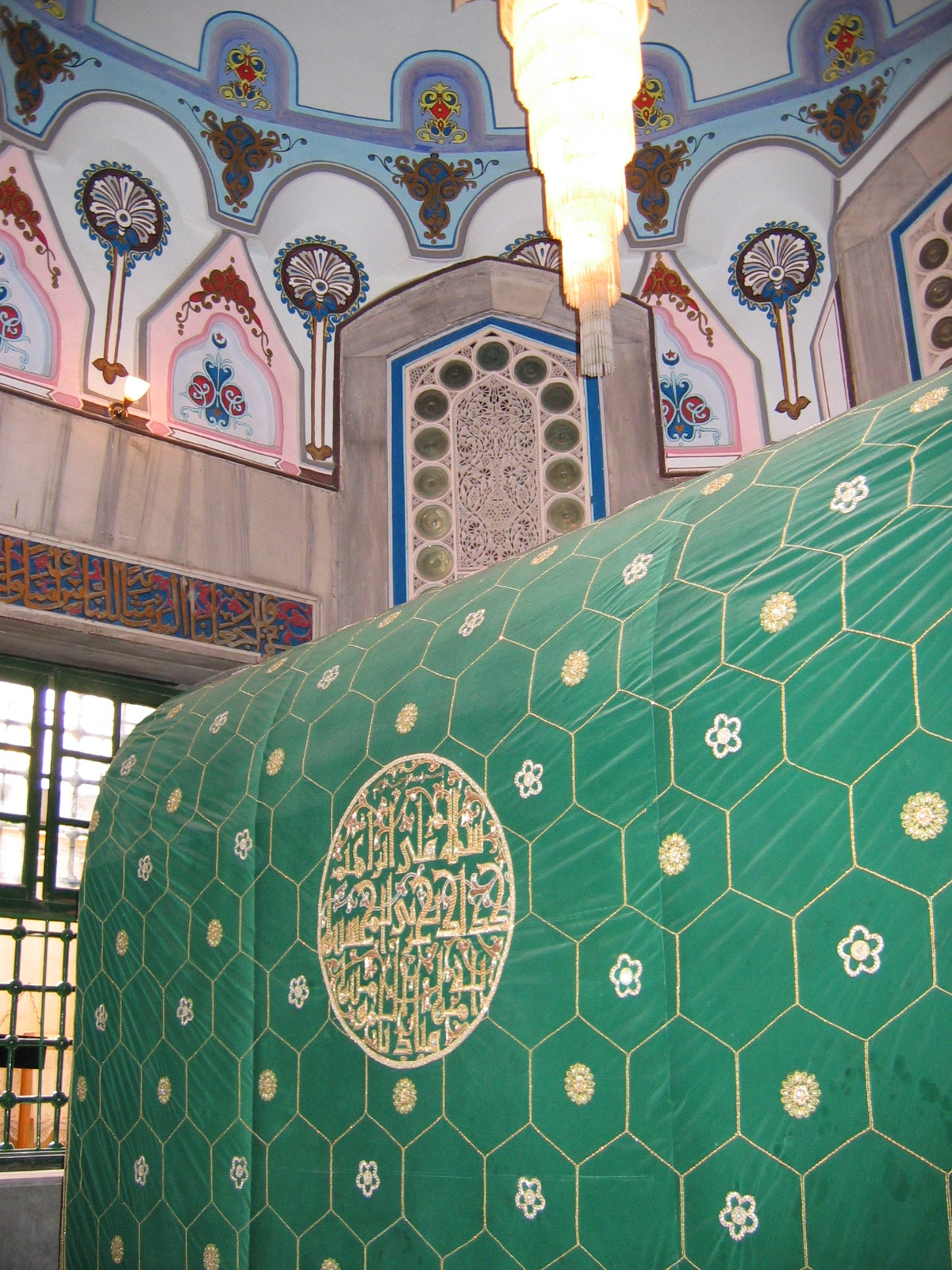
Cenotafi d'Abraham a la Tomba dels Patriarques

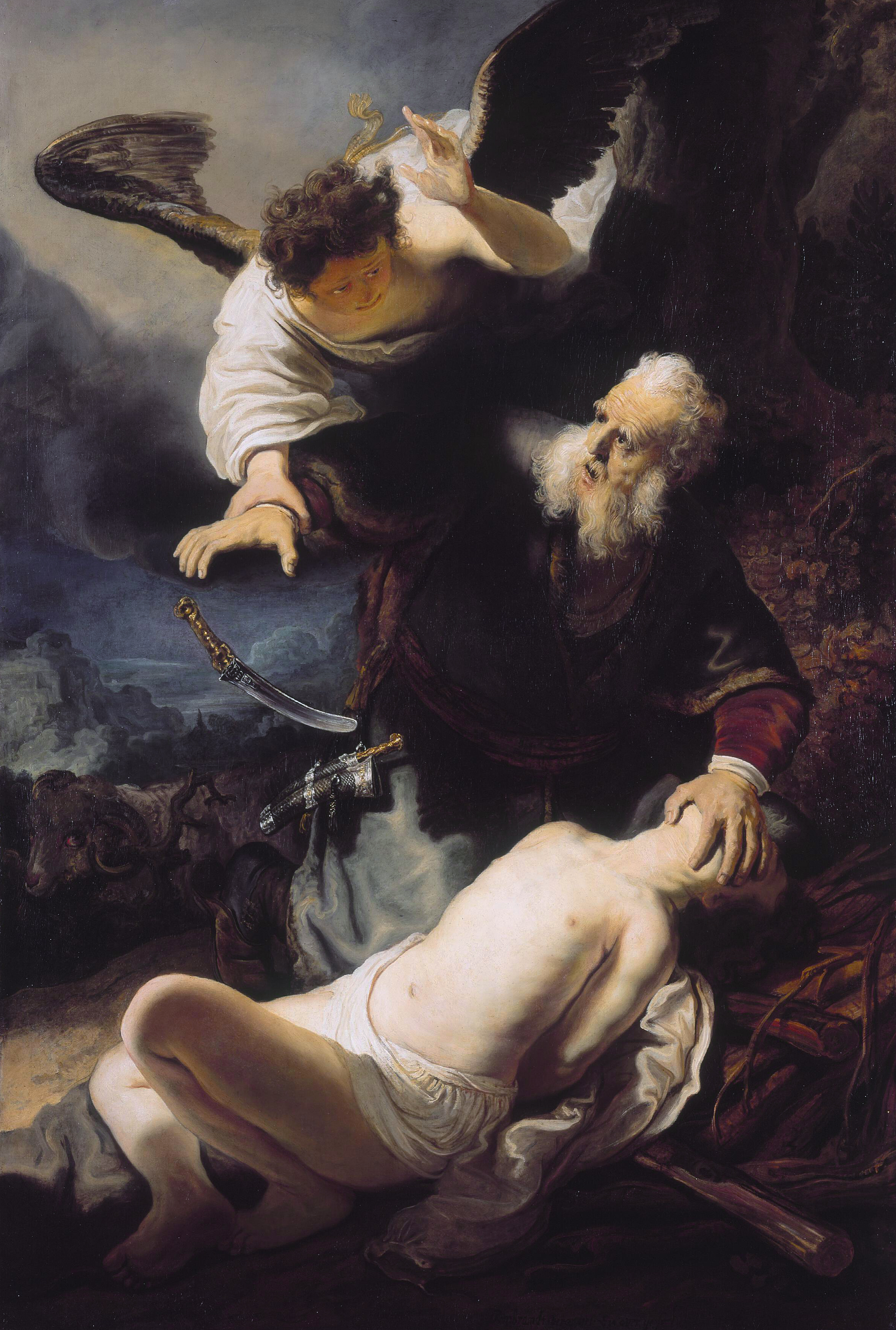
Sacrifici d'Isaac, per Rembrandt, 1636 (Múnic, Alte Pinakothek)

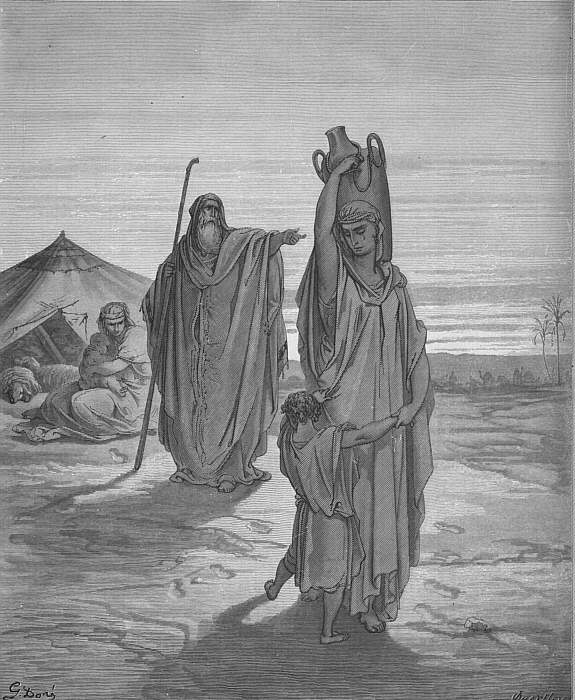
Expulsió d'Agar i Ismael, gravat de Gustave Doré, 1866

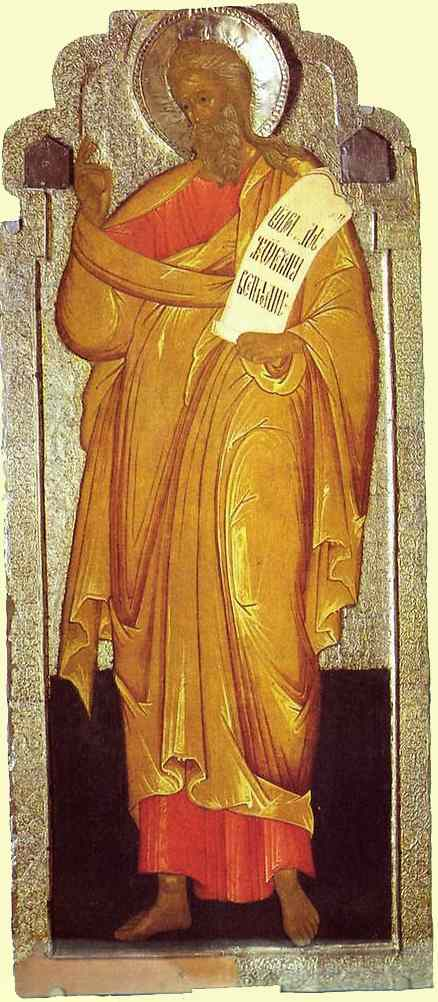
Icona russa del s. XVII (Moscou, Museu Andrei Rublev)

En general, els especialistes estan d'acord a admetre que no hi ha res al Gènesi que es relacioni amb la història de Canaan del començament del mil·lenni II aC: cap dels reis esmentats no és conegut, Abimèlec no podia ser filisteu –els filisteus apareixerien uns quants segles després–, Ur no podia ser coneguda com a «Ur dels caldeus» fins al començament del mil·lenni I aC, i Laban no podia ser arameu perquè els sirians no es convertiren en una entitat política identificable fins al segle xii aC. Joseph Blenkinsopp, professor emèrit de la Universitat de Notre Dame i un especialista en estudis bíblics, assenyala que durant les darreres quatre o cinc dècades ha augmentat el consens que la narració d'Abraham que apareix al Gènesi té els seus orígens als cercles literaris dels segles V i VI aC emmirallant-se amb la situació de la comunitat jueva sota el domini dels babilonis i al començament de l'Imperi Persa. Blenkinsopp descriu dues conclusions sobre Abraham que són àmpliament acceptades pels especialistes sobre la Bíblia: la primera és que, excepte a la tríada «Abraham, Isaac i Jacob», no és clara i queda inequívocament testificada a la Bíblia abans que l'exili de Babilònia (no apareixen, per exemple, als textos profètics anteriors a aquest moment). La segona és que, durant el període persa, es passà a servir de model per a qui se'n va anar de Babilònia per tornar a Judà. Més enllà d'aquesta història d'Abraham (i la d'Isaac i Jacob) serveix com a propòsit teològic després de la destrucció de Jerusalem, el Temple i de la reialesa davídica: tot i la pèrdua de tot això, els tractes de Jahvè amb els avantpassats posen una base històrica que obre l'esperança vers un futur en el qual es podria recuperar. Hi ha un consens bàsic en considerar que la connexió amb Faran, Siquem i Betel és secundària i que es va originar quan es va identificar com el pare de Jacob i amb els avantpassats de les tribus del nord. La seva relació amb Mambré i Hebron, a l'altra banda (al sud, al territori de Jerusalem i de Judà), suggereixen que aquesta regió fou la llar on s'originà el seu culte.

### Cronologia
Els literalistes bíblics, que creuen que la Creació es va fer en una data recollida a les Escriptures, daten la vida d'Abraham entre el 1812 aC i el 1673 aC. Intentant trobar correlacions entre els reis i les nacions esmentades al Gènesi amb les troballes arqueològiques; Abraham hauria estat un patriarca que va viure entre els segles VII i VI aC. L'absència d'inscripcions sobre la seva figura, perquè Abraham era un nom molt comú però no apareix cap figura destacada a la zona d'Ur amb aquest nom, porten a pensar que és una figura mítica, inspirada en diversos cabdills locals.
El Text masotèric estàndard de la Tanakh dona com a l'any de naixement d'Abraham el 1948 després de la Creació, o el 1948 AM (Anno Mundi). Les altres dues tradicions textuals principals tenen diferents dates: la Septuaginta, traduïda al grec, la situa en el 3312 AM i la versió samaritana de la Torà, el 2247 AM. Les tres fonts documentals coincideixen que Abraham va morir a l'edat de 175 anys.
Hi ha hagut més de dos-cents intents per aconseguir que coincidissin la cronologia bíblica amb les dates històriques. Dos dels intents més influents han estat la data de la tradició jueva, que diu que Abraham va viure del 1812 aC a 1637 aC, i la proposta realitzada al segle xvii per l'arquebisbe James Ussher que afirmava que va viure del 1976 aC a 1801 aC. El que es pot dir amb un cert grau de validesa és el que es desprèn del text estàndard hebreu del Gènesi que situa la vida d'Abraham a la primera part del mil·lenni II aC.

### Lloc de naixement
Durant els segles xi i xii, els rabins Salomó ben Yishaq (Raixí) i Abraham ben Meir ibn Ezra estaven d'acord que la terra natal d'Abraham va ser Ur Kaśdim, més coneguda com a Ur de Caldea, un lloc de Mesopotàmia fundat pels descendents de Cam, el fill de Noè. Alguns estudis més actuals sobre judaisme identifiquen aquest lloc com el de la ciutat estat sumèria d'Ur. Però aquesta ciutat és només una de les candidates a ser la ubicació actual de l'antiga Ur Kaśdim, d'acord amb un debat del 1927.
El rabí Nahmànides (Bonastruc ça Porta), conegut com el Ramban, va ser un erudit jueu medieval del segle xiii que estava en desacord amb Raixí i ibn Ezra sobre lloc de naixement d'Abraham. Els arguments de Ramban eren que Ur Kaśdim va ser poblada per descendents de Cam i, per tant, no podia ser el lloc de naixement d'Abraham perquè era descendent de Sem. Malgrat aquests arguments, hi ha un acord generalitzat que la família d'Abraham, sota la direcció del seu pare, Tèrah, havien viscut a Ur Kaśdim abans de ser cridat per anar a Canaan.
Els tres rabins també coincideixen en considerar que la pàtria de Tèrah va ser Charan, un lloc bíblic conegut com a Faran al Gènesi, on es va trobar la casa de Tèrah. Com que aquest assentament va ser establert pels descendents de Sem, només Ramban suposa que Charan hauria de ser el lloc de naixement d'Abraham. També va concloure que Tèrah i els seus tres fills, amb el temps, se'n van anar de Charan a Ur Kaśdim i, més tard, per ordre de Jahvè van anar a Canaan. Per descomptat, es van aturar a la ciutat natal de Tèrah, Charan, on el pare s'hi va quedar en lloc d'anar a Canaan.
El pare d'Abraham, Tèrah, era el cap de la setena generació de descendents de Sem (origen mític dels pobles semites, dels quals formen part els jueus), que va tornar a poblar la Terra després del Diluvi Universal. Aquesta genealogia el lliga directament amb els primers homes, fet que reforça el seu caràcter de patriarca.

## Significació
El judaisme, el cristianisme i l'islam reben el nom de «religions abrahàmiques», perquè aquest personatge té un paper molt important a les seves creences:
- Al judaisme, Abraham és considerat el patriarca beneït de Déu, a qui Déu va prometre que del seu fill faria una gran nació,[23] Israel, el qual rebria la Terra promesa,[24] per virtut del pacte entre Déu i Abraham, manifestat amb la circumcisió; per tant, Abraham és considerat com el «primer jueu».
- Al cristianisme, a més de ser l'home per mitjà del qual Déu faria la nació de la qual vindria Jesucrist, és també el model de fe en Déu, i per virtut de la seva fe, el pare dels cristians. La seva disposició a oferir el seu fill en sacrifici obeint a Déu va ser una «ombra» o «exemple» de Déu oferint al seu fill Jesús en sacrifici per la humanitat.
- A l'islam, segons l'Alcorà, Abraham és un enviat de Déu (en àrab rassul) i pare d'Ismael, el qual és el pare dels àrabs. Com per als cristians, l'acte d'ofrena del seu fill és considerat com l'exemple absolut de submissió (en àrab islam) a Déu, per tant és el model de llur concepció religiosa.

Sovint com a pregària es diu descansar amb Abraham després de la mort, volent dir que s'anirà a un lloc segur, protegit i proper a Déu.

## Abraham segons la història delGènesi
Al Gènesi, Abraham era el patriarca dels hebreus que va signar el pacte amb Déu mitjançant la circumcisió; ell mateix tenia noranta-nou anys quan es tallà la pell del prepuci. El seu nom original era Abram però Déu li va canviar per significar que la seva descendència seria incomptable i rebria la Terra Promesa.
Segons la tradició jueva, la seva família vivia a l'exili però el seu pare va ser autoritzat a tornar al seu poble natal d'Ur de Caldea amb la seva família. Un cop instal·lats, Tèrah va construir diverses imatges a ídols pagans però el seu fill Abram seguia fidel a Jahvè, el déu dels seus avantpassats. Una vegada, Abram es va quedar sol davant l'altar fet pel seu pare. Va agafar un bastó i va trencar totes les imatges excepte una, a la que li va posar el pal a una mà. Quan va arribar Tèrah, va preguntar-li què havia passat i Abram li va dir que els déus s'havien barallat entre ells. Tèrah no s'ho cregué i envià Abram al palau del rei Nimrod.
El rei Nimrod començà la construcció de la Torre de Babel per tal d'arribar al Cel i matar el Creador. La tribu d'Assur no va estar conforme i emigrà cap al nord, on construí la ciutat de Nínive. Abram decidí quedar-se per discutir amb Nimrod, i demostrar-li que la seva actitud era absurda. Nimrod va ordenar matar Abram, que se salvà per miracle. Segons la tradició jueva, era l'any 1996 de la Creació, o sia l'any 1764 aC.
Al cap d'uns anys va tornar a Ur, fins que van decidir anar a viure a una altra terra amb el seu pare Tèrah, la seva muller i alhora neboda Sara, i el seu nebot Lot. Durant el viatge, el seu pare Tèrah va romandre a l'oasi d'Haran. Mentre estaven acampats, segons una tradició jueva, el rei Nimrod va cremar l'oasi per matar Abram.
Durant la seva vida va viatjar uns quants cops entre Hebron i Egipte, on va tenir problemes amb els regents d'ambdues regions, Abimèlec i el faraó, que desitjaven la seva dona Sara, perquè era molt bella. A Canaan va haver-hi baralles entre esclaus de Lot i d'Abram que van fer que els dos parents i amics se separessin. Aleshores, Lot va anar a viure a les ciutats de Sodoma i Gomorra. Vuit anys després, hi va haver una guerra entre Xinar, Elassar, Elam i Goïm contra Sodoma, Gomorra, Admà, Seboiïm i Sóar. Després d'unes batalles a la Vall de Sidim (actualment mar Morta), van guanyar els primers i van saquejar totes les ciutats rivals. Aleshores, Lot va ser fet presoner. Quan se n'assabentà Abram, va fer una expedició amb la qual va salvar Lot i molts presoners més.
Pensant que la seva dona era estèril, va tenir un fill, Ismael, amb l'esclava Agar. Segons l'Alcorà islàmic, Abraham i el seu fill Ismael van fer la Kaba (el lloc més sagrat de l'islam) en un indret on Adam ja havia fet un altar en honor de Déu. Quan Ismael tenia catorze anys, Déu va fer a Abraham el regal de poder engendrar un fill encara que era d'avançada edat, cent anys, i noranta, la seva dona. Aquest fill es va dir Isaac. Els jueus es consideren descendents d'Isaac i els àrabs d'Ismael, motiu pel qual tots dos pobles es creuen els hereus veritables d'Abraham. Els primers per descendir del fill anunciat per Déu i els segons per descendir del primogènit d'Abraham. Poc després de néixer Isaac, Abraham repudià Agar i el seu fill Ismael, convertint Isaac en l'únic hereu, per ordre divina
Un dia Déu li digué que prengués el seu fill (Isaac segons la Bíblia, Ismael segons els musulmans) i que li'l oferís en sacrifici. Quan estava a punt de matar-lo li manà que no ho fes, perquè ja havia vist que l'obeïa i ja no li calia. En compensació, Abraham li sacrificà un be. Després de la mort de Sara va agafar Queturà com a segona esposa que li infantà Zimran, Jocxan, Medan, Midian, Ixbac i Xúah. Quan van ser grans, Abraham els va obligar a deixar les seves terres i anar a terres llunyanes.
Va morir als cent setanta-cinc anys i va ser enterrat pels seus fills Isaac i Ismael a la Cova de Macpelà, terra que ell mateix havia comprat per enterrar-hi Sara.

## Islam
Abraham, anomenat Ibrahim pels musulmans, és un dels profetes de l'islam més importants; és anomenat «Pare» o «Amic de Déu» pels musulmans que es consideren com els seus més dignes descendents, alhora en tant que predicador del monoteisme i en tant que pare d'Ismael (Ismaïl) abans d'Isaac (Ishaq). En efecte, Ismael, el seu fill gran, és considerat com l'ancestre dels àrabs mentre que Isaac ho és dels jueus: a través de Judà que era fill de Jacob, i aquest fill d'Isaac i doncs net d'Abraham. Jacob va engendrar dotze fills, pares de les dotze tribus d'Israel.
L'islam ensenya que el fill que Abraham ofereix a Déu en sacrifici és Ismael i no Isaac, argumentant que la Bíblia ha estat reescrita pels rabins: la Bíblia jueva presenta Isaac com el «fill únic» del patriarca. Ara bé, Isaac té un germà gran, que només ell, abans que Isaac no vingués al món, ha pogut ser anomenat «fill únic». Les tribus àrabs ismaïlites, entre les que s'hi compta la del profeta Mahoma, els quraixites, es consideren tradicionalment com descendents directes d'Ismael, induint una filiació entre Mahoma i Abraham.
Segons la tradició musulmana, Abraham és enterrat a Hebron.
El hajj o pelegrinatge obligatori a la Meca (un dels cinc pilars de l'islam) reconstitueix els passos d'Abraham, Agar i Ismael mentre que erraven pel desert fins a aquesta ciutat. A punt de morir de set al desert, Abraham, Agar i el seu fill són salvats per intervenció divina gràcies a una font que els musulmans situen prop de la Kaba i que anomenen Zamzam, que proveeix encara avui dia aigua a més de 3 milions de pelegrins cada any.
L'Id al-Kabir (‘festa del sacrifici’), la festa més important de l'islam, celebra la fi del hajj i commemora el sacrifici d'Ismael que Abraham volia fer en senyal d'obediència i de submissió a la voluntat de Déu. En aquesta ocasió i en record de l'acte del profeta, els musulmans sacrifiquen (en la mesura dels seus mitjans) un xai o un altre animal que comparteixen en família i, en senyal de caritat, amb els pobres.

### A l'Alcorà
Abraham és citat diverses vegades a l'Alcorà, i la sura 14 porta tradicionalment el seu nom. S'hi evoca la seva joventut, en particular la seva baralla amb el seu pare qui simbolitza l'antiga creença politeista. L'Alcorà evoca igualment el seu descobriment de la fe monoteista, presentada com una emanació de la seva raó: segons el passatge que relata aquest episodi, Abraham busca un déu i designa primer una estrella com el seu senyor. Quan aquesta desapareix, fa el mateix amb la Lluna i després amb el Sol, però acaba per renegar de tots els ídols adorats pel seu pare i els seus contemporanis, acabant per girar-se cap a "Aquell qui ha creat (a partir del no-res) els Cels i la Terra".
En l'Alcorà, Abraham un dia decideix de no participar en una festa solemne, pretextant que està malalt, i aprofita l'absència dels altres per destruir totes les imatges d'ídols del seu poble, a excepció d'una d'elles. Acusat d'aquest acte de destrucció sacrílega, afirma que és l'ídol restant, el més gros, que n'és responsable, i va desafiar els altres vilatans de fer-lo testimoniar, intentant així demostrar que es tractava només que d'una simple estàtua, i no d'un ésser diví. Per a aquests actes, Abraham és condemnat a ser cremat, però Déu el salva.
Aquest episodi és proper de la tradició hebraica, sobretot en el passatge del midraix Abraham, els ídols i Nemrod. Segons l'Alcorà, inspira més tard Mahoma, quan va tornar de l'exili, en la presa de la Meca, on va destruir ídols.
Abraham és l'espòs de Sara, reputada per a la seva bellesa, i que presenta com la seva germana. Aquesta atreu l'atenció del faraó, que intenta abusar d'ella. Déu intervé i el Faraó, paralitzat, no aconsegueix tocar-la. El faraó torna a Abraham la seva esposa i li ofereix nombrosos presents, que aquest es nega a acceptar. Proposa a Sara prendre una serventa entre les quatre-centes noies del seu regne. Escull la que té un estatut superior a totes les altres, Agar, que aprecia des de la seva primera trobada. Ibrahim, seguint el consell de Sarah que és estèril, es casa llavors amb Agar que li dona un fill: Ismael.
Sara va fer expulsar Agar i Ismael. Erren al desert i haurien mort de set si l'arcàngel Gabriel no hagués vingut a indicar a Agar un pou ple d'aigua. La tradició musulmana designa generalment aquest punt d'aigua com el pou de Zamzam, a Aràbia Saudita. La carrera d'Agar lamentant-se de no trobar aigua per donar al seu fill moribund és reproduïda cada any pels pelegrins musulmans en el moment del hajj a la Meca en el transcurs d'una jornada particular entre Safà i Marwah (àrab: سَعْيي, saʿī, ‘carrera’; ‘recerca’).
És llavors que arriba l'ordre divina de sacrificar Ismael, aquest fill únic que té gran importància als ulls d'Abraham. La tradició situa aquest esdeveniment prop de la Meca, a l'emplaçament designat com a Mina. El relat alcorànic no anomena explícitament el fill sacrificat, però el context suggereix fortament que és Ismael, jugant sobre l'ambigüitat del «fill únic». Els hadits són, en canvi, més explícits.
Tres àngels, sota la forma d'homes, li anuncien el naixement d'un fill de Sara (Isaac), malgrat la seva vellesa i l'esterilitat de la seva dona que és també menopàusica. Segons at-Tabarí, es tracta dels tres arcàngels Gabriel, Miquel i Rafael. Els àngels li fan saber igualment que són enviats per Déu per destruir el poble del seu nebot, Lot, que serà salvat ell i la seva família exceptuat la seva dona, que forma part dels condemnats.
Reconstrueix la «Casa Sagrada del Molt Alt» (la Kaba) amb l'ajuda d'Ismael, construïda originalment per Adam i destruïda pel diluvi en els temps de Noè, Déu ordenà a Abraham de reconstruir-la a l'indret on havia deixat el seu fill gran establir-se. Déu li hauria ensenyat igualment com ressuscitarà els morts el dia de la Resurrecció.